# Oost-Kaap
Oost-Kaap (Afrikaans: Oos-Kaap; Engels: Eastern Cape; Xhosa: IPhondo yaMpuma-Koloni) is een van de negen provincies van Zuid-Afrika. Ze ontstond in 1994 door de samenvoeging van het oostelijk deel van de voormalige Kaapprovincie met de vroegere thuislanden Transkei en Ciskei. Er zijn ruim 6,5 miljoen inwoners. De hoofdstad is Bhisho, dat ook al de hoofdstad was van Ciskei. De grootste steden zijn de havensteden Port Elizabeth en Oost-Londen.
Oost-Kaap is een van de armste regio's van Zuid-Afrika. Het was daarom ook de groeibodem voor Zuid-Afrikaanse politici zoals Nelson Mandela, Oliver Tambo, Walter Sisulu, Govan Mbeki, Raymond Mhlaba, Chris Hani, Thabo Mbeki, Steve Biko en anderen.
De oudste universiteit van Oost-Kaap is de Rhodes-universiteit in Grahamstad.

## Districten
De Oost-Kaap bestaat uit twee grootstedelijke gemeenten en 6 districten. De districten zijn op hun beurt nog eens verdeeld in totaal 34 lokale gemeenten.

### Grootstedelijke gemeente
- Buffalo City
- Nelson Mandelabaai

### Districten
- Alfred Nzo
  - Matatiele
  - Mbizana
  - Ntabankulu
  - Umzimvubu
- Amatole
  - Amahlati
  - Groot Kei
  - Mbhashe
  - Mnquma
  - Ngqushwa
  - Nkonkobe
  - Nxuba
- Sarah Baartman
  - Bloukraanroete
  - Dr Beyers Naudé
  - Kou-Kamma
  - Kouga
  - Makana
  - Ndlambe
  - Sondagsriviervallei
- Chris Hani
  - Emalahleni
  - Engcobo
  - Inkwanca
  - Intsika Yethu
  - Inxuba Yethemba
  - Lukhanji
  - Sakhisizwe
  - Tsolwana
- Joe Gqabi
  - Elundini
  - Senqu
  - Walter Sisulu
- O.R. Tambo
  - Koning Sabata Dalindyebo
  - Mhlontlo
  - Ngquza Hill
  - Nyandeni
  - Port St. Johns

## Plaatsen in de provincie
- Mdantsane
- Grahamstad met Rhini
- Mthatha
- Koning Williamstad
- Uitenhage
- Graaff-Reinet (stad)
- Aliwal-Noord
- Dordrecht
- Cathcart
- Alice
- Fort Beaufort
- Hogsback

## Natuurreservaten
- Mpofu natuurreservaat
- Dubbeldrift natuurreservaat

## Rivieren
- Oranjerivier (grens)
- Keirivier
- Keiskamma
- Tyhumerivier
- Umtamvunarivier (grens)
- Umzimvubu (Nijlpaardrivier)
- Visrivier

## Politiek
De Oost-Kaap heeft een parlement met de naam Provinciale Wetgevende Macht van de Oost-Kaap die 63 leden telt. De grootste partij met 44 zetels (2019) is het Afrikaans Nationaal Congres. Het ANC vormt een regering (Uitvoerende Raad) met aan het hoofd premier Oscar Mabuyane. De voorzitter van het parlement is Helen Sauls-August die ook behoort tot het ANC. De oppositie wordt gevormd door een vijftal partijen waarvan de Democratische Alliantie (DA) met 10 zetels de voornaamste is.

## Talen
De voornaamste talen in de provincie zijn Xhosa (78%), Afrikaans (10%) en Engels (6%). Dit kan verschillen van dorp tot dorp, sommige dorpen zijn in meerderheid Afrikaans, andere weer Engels, en de krottenwijken zijn merendeels Xhosa en Afrikaans. Globaal is het westelijk deel van de provincie in meerderheid Afrikaanstalig en het midden en oosten Xhosatalig. Dit hangt samen met de etnische verhoudingen: in het westelijk deel, o.a. Uitenhage en Graaff-Reinet, wonen overwegend kleurlingen, in het midden en oosten overwegend zwarten.

## Etniciteiten
86% Zwart, 8% Kleurling en 5% Blank.